# Hiromi Ikeda
Hiromi Ikeda (池田 浩美, Ikeda Hiromi, Honjo, 22 december 1975) is een voormalig Japans voetbalster.

## Carrière
Zij speelde voor onder meer Tasaki Perule FC.
Zij nam met het Japans vrouwenvoetbalelftal deel aan de Wereldkampioenschappen in 1999, 2003. Daar stond zij in alle wedstrijden van Japan opgesteld. Japan werd uitgeschakeld in de groepsfase. Zij nam met het Japans vrouwenelftal deel aan de Olympische Zomerspelen in 2004 en de Wereldkampioenschappen in 2007. Daar stond zij opgesteld in alle drie de wedstrijden van Japan, en was aanvoerder. Zij nam met het Japans elftal deel aan de Olympische Zomerspelen in 2008. Daar stond zij opgesteld in vijf van de wedstrijden van Japan, en droeg de aanvoerdersband. Japan kwam tot de halve finale.

## Statistieken
| Japans vrouwenvoetbalelftal | Japans vrouwenvoetbalelftal | Japans vrouwenvoetbalelftal |
| Jaar                        | Wed.                        | Dlp.                        |
| --------------------------- | --------------------------- | --------------------------- |
| 1997                        | 6                           | 0                           |
| 1998                        | 9                           | 0                           |
| 1999                        | 8                           | 0                           |
| 2000                        | 5                           | 0                           |
| 2001                        | 10                          | 3                           |
| 2002                        | 6                           | 0                           |
| 2003                        | 11                          | 1                           |
| 2004                        | 10                          | 0                           |
| 2005                        | 9                           | 0                           |
| 2006                        | 17                          | 0                           |
| 2007                        | 16                          | 0                           |
| 2008                        | 12                          | 0                           |
| Totaal                      | 119                         | 4                           |